# Vernetzte Sicherheit
Vernetzte Sicherheit beschreibt den sicherheitspolitischen Ansatz, verschiedene Instrumente, insbesondere (aber nicht ausschließlich) militärische, polizeiliche, diplomatische, entwicklungspolitische und humanitäre, so zu bündeln und aufeinander abzustimmen, dass in Krisenregionen, in denen bewaffnete Konflikte ausgetragen werden, ein koordiniertes, kohärentes und nachhaltiges Handeln internationaler Akteure erreicht wird.
Dahinter steckt die Annahme, dass Interventionen in Bürgerkriege und gewaltsam ausgetragene Konflikte bzw. die Unterstützung eines Landes in einer direkten Nachkriegssituation („Friedenskonsolidierung“) unterschiedliche Aktivitäten erfordert, die – je nach Art und Umfang der Zerstörungen – von der Unterstützung bzw. Reform der Sicherheitskräfte über humanitäre Hilfe, Räumen von Minen und Blindgängern, (Wieder-)Aufbau von Infrastruktur, Landwirtschaft und Gesundheitssystem, Unterstützung von Wahlen bis zum Aufbau bzw. Reform von Verwaltungsstrukturen und Rechtssystem gehen können. Je nach Aufgabe sollen einerseits unterschiedliche, oft auch international zusammengesetzte Expertenteams eingesetzt werden, andererseits soll sichergestellt werden, dass die verschiedenen Aktivitäten externer Fachleute aufeinander abgestimmt sind.
Der Begriff „vernetzte Sicherheit“ definiert nicht, was unter „Sicherheit“ zu verstehen ist. Er entspricht eher dem englischen Begriff „comprehensive approach“, wie er in der Resolution 1674 des UN-Sicherheitsrates vom 28. April 2006 verwendet wird.

## Historie des Begriffs
Das erste regierungsoffizielle Dokument, in dem der Begriff "vernetzte Sicherheit" auftaucht, ist das Weißbuch 2006, in dem ein Abschnitt diesem Thema gewidmet ist (Abschnitt 1.4. S. 25). Im Frühjahr 2010 wurde vom Deutschen Bundestag ein Unterausschuss "Zivile Krisenprävention und vernetzte Sicherheit" eingerichtet, der am 26. März 2012 in einer öffentlichen Sitzung das Thema vernetzte Sicherheit behandelt hat.

## Kritik
Im Verband Entwicklungspolitik und Humanitäre Hilfe deutscher Nichtregierungsorganisationen (VENRO) und in der deutschen Friedensbewegung wird der Begriff "vernetzte Sicherheit" kritisch diskutiert. So moniert VENRO in einem Papier vom März 2012: "das Konzept der vernetzten Sicherheit ist trotz mehrfacher Forderungen vom Verband Entwicklungspolitik deutscher Nichtregierungsorganisationen (VENRO) an die Bundesregierung und das Bundesministerium für wirtschaftliche Zusammenarbeit und Entwicklung (BMZ) nicht weiter definiert worden." VENRO fordert daher: "Die Bundesregierung sollte bei Verwendung des Begriffs „Vernetzte Sicherheit“ Ziele, Akteure und Ansätze konkret benennen. Dabei muss auch der Sicherheitsbegriff konkretisiert werden. Für die in VENRO organisierten NRO ist das Konzept der „menschlichen Sicherheit“ ausschlaggebend."
In der Friedensbewegung wird darauf hingewiesen, dass der Begriff "vernetzte Sicherheit" einer Sicherheitslogik folgt, die friedenspolitischem Denken diametral entgegengesetzt ist.